# Musée ferroviaire de Bavière
Le musée ferroviaire de Bavière (Bayerische Eisenbahnmuseum) est situé dans le dépôt-hangar à locomotives de la gare de Nördlingen en Bavière (Allemagne). Il existe depuis 1985 et présente plus d'une centaine de pièces originales.

## Galerie de photographies

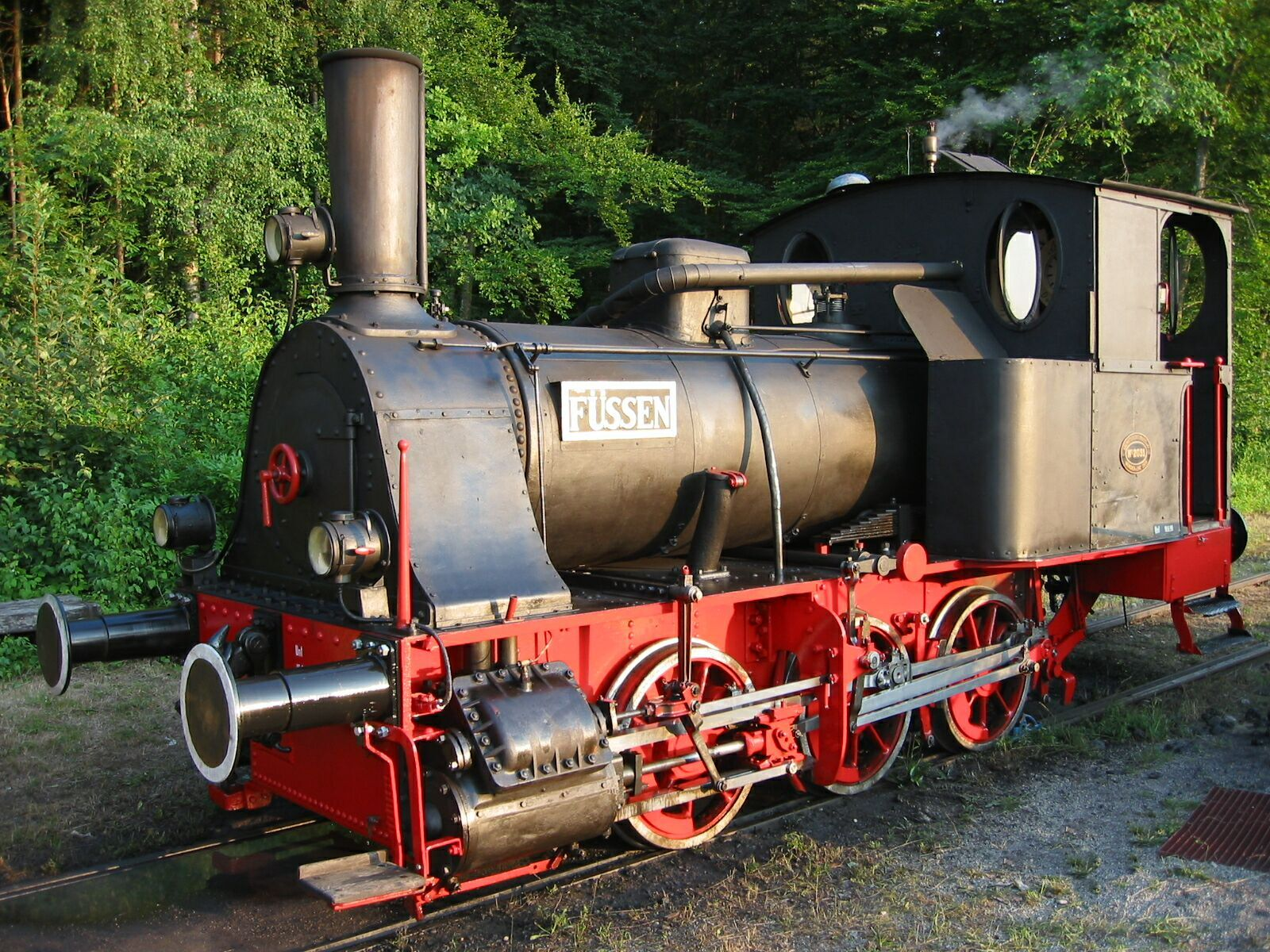
LAG 7 Füssen.
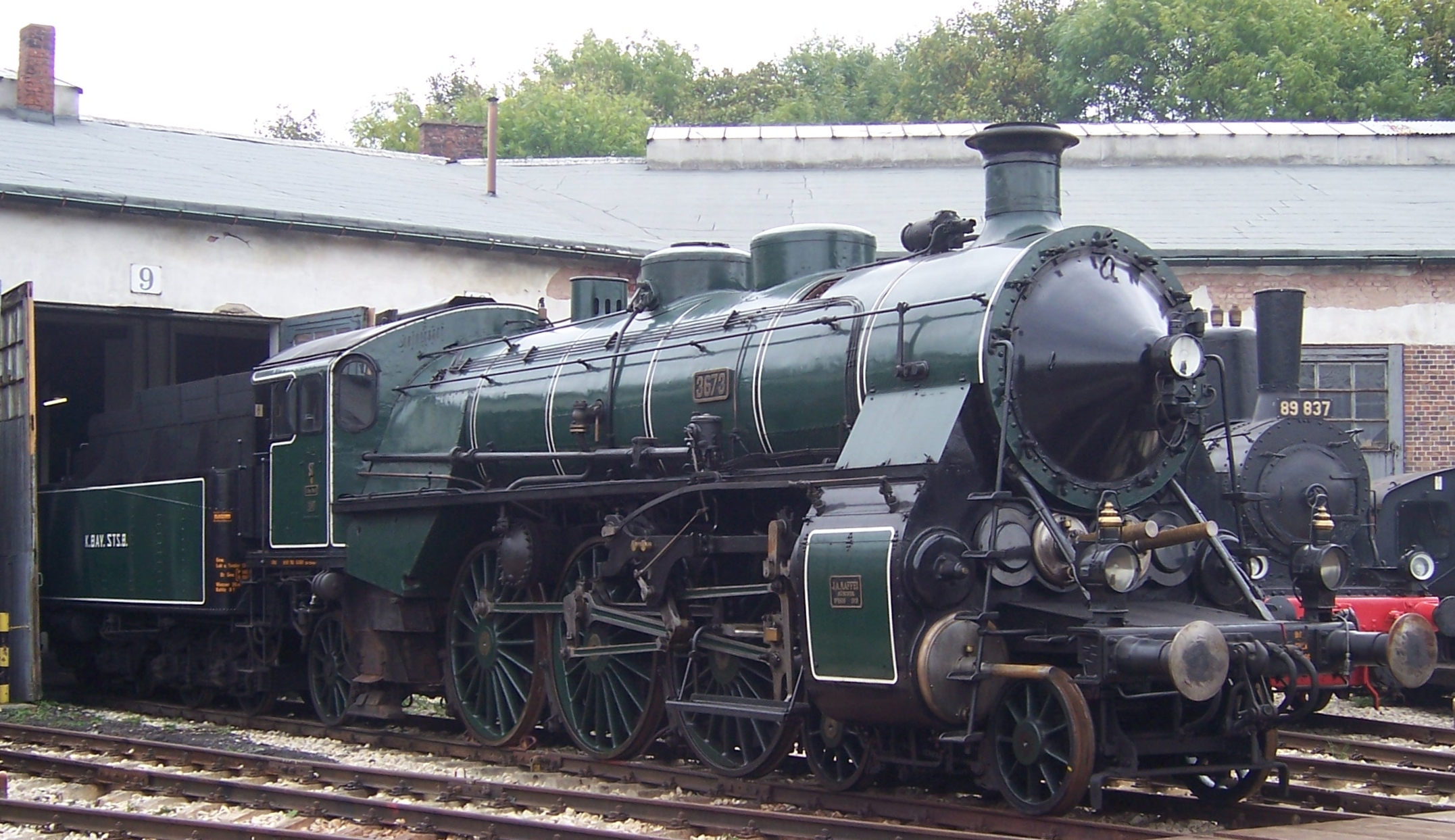
18 478.
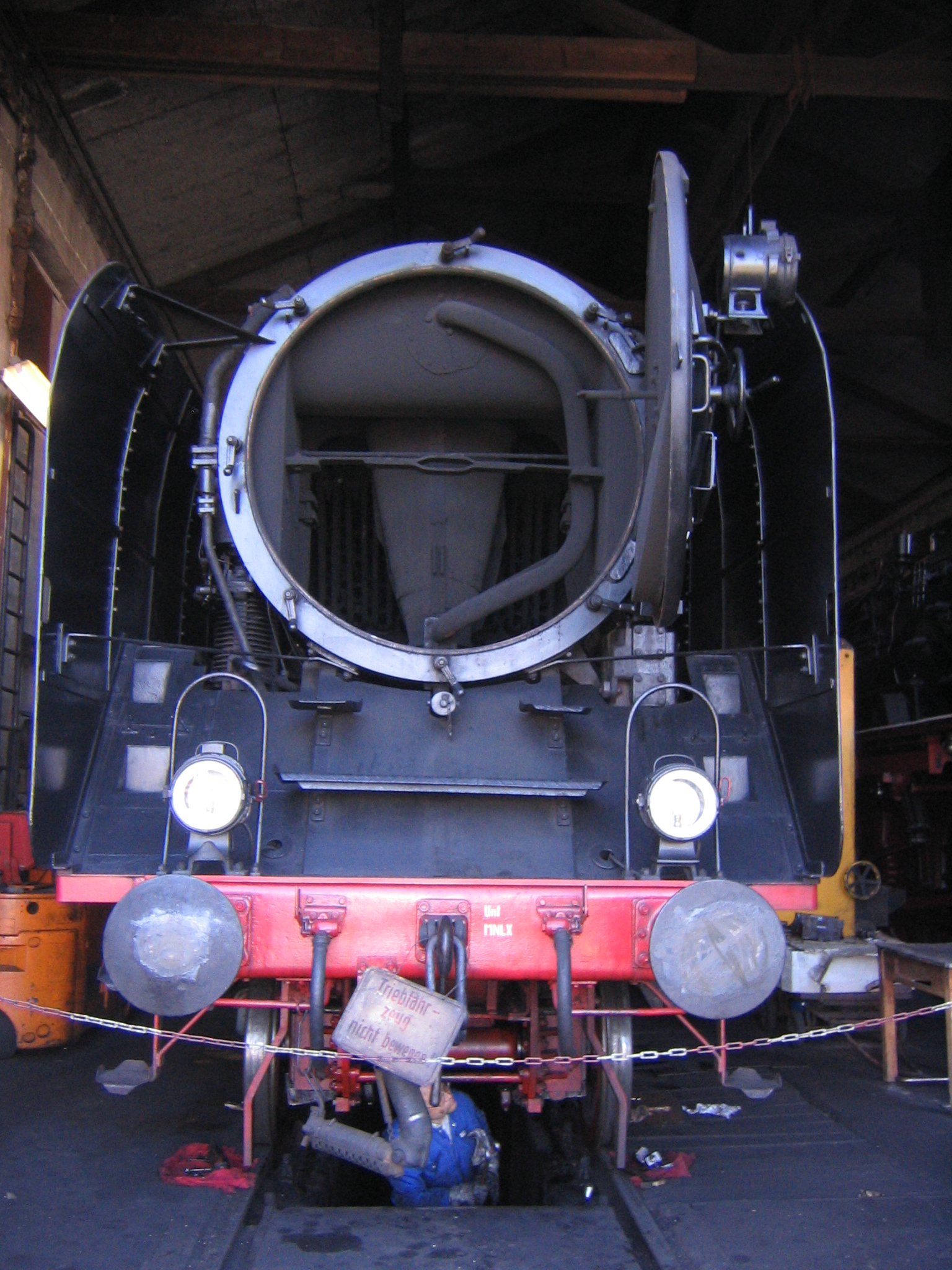
01 066.
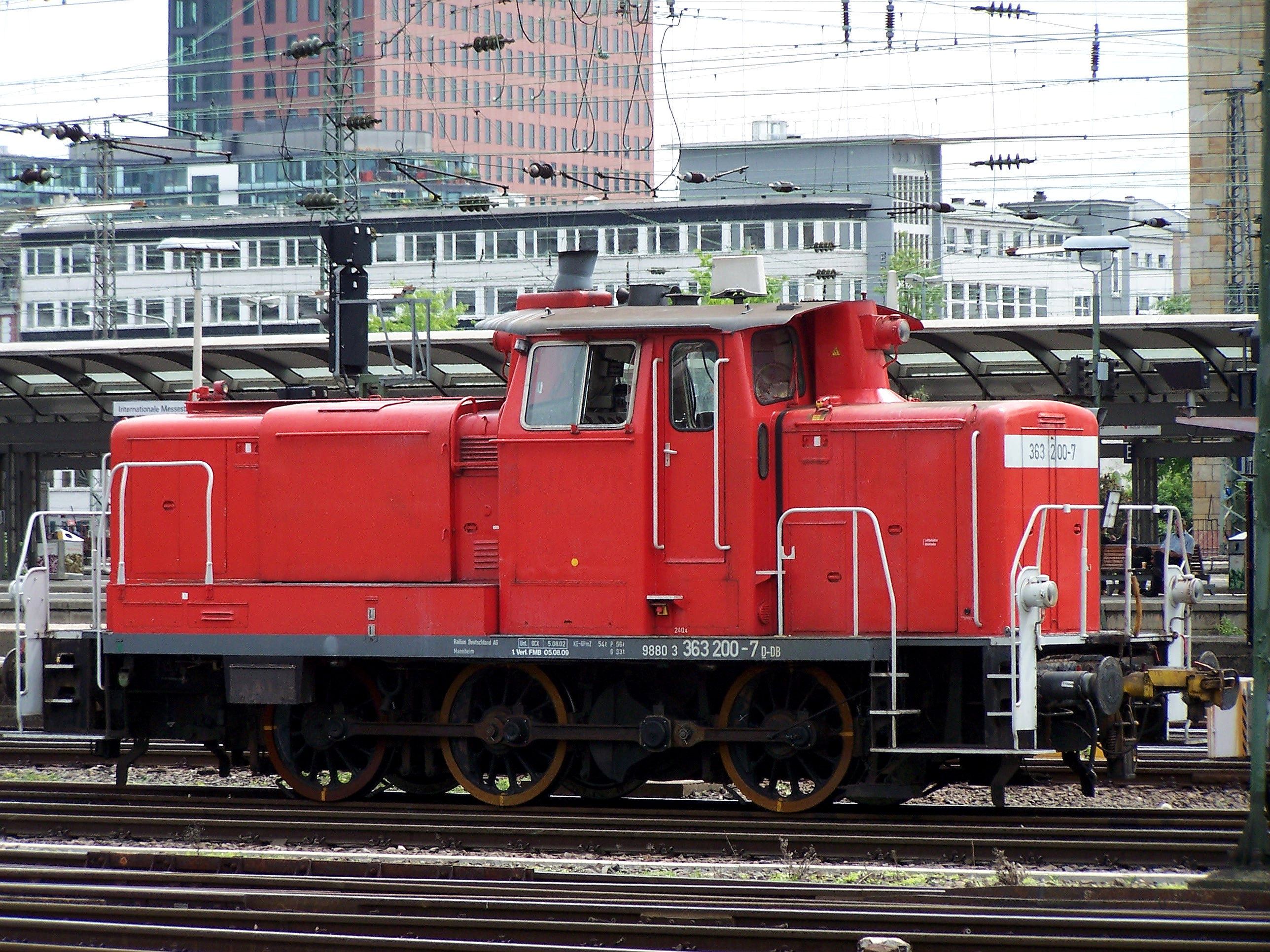
DRV 60.
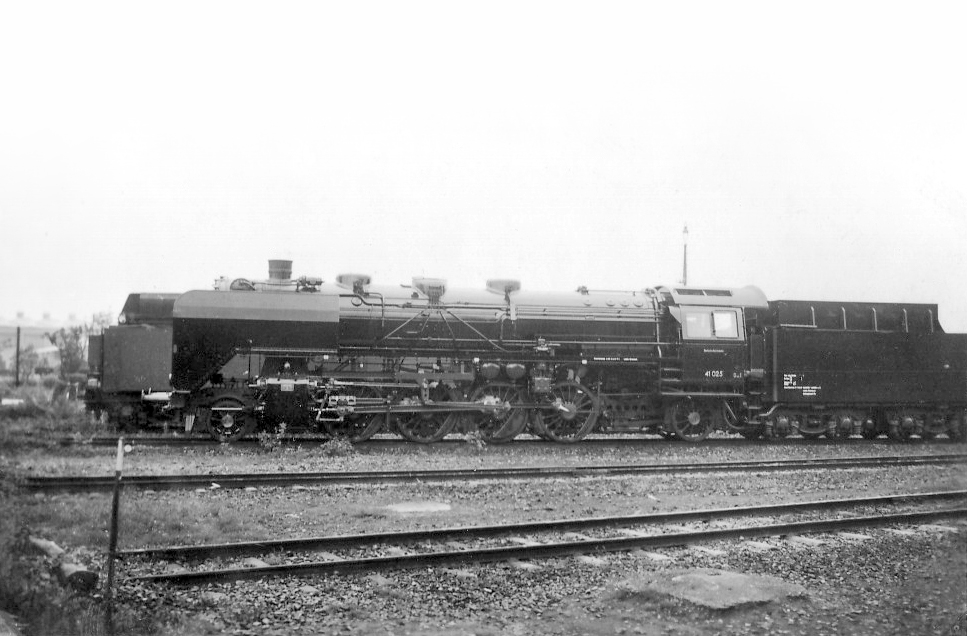
DR baureihe 41.
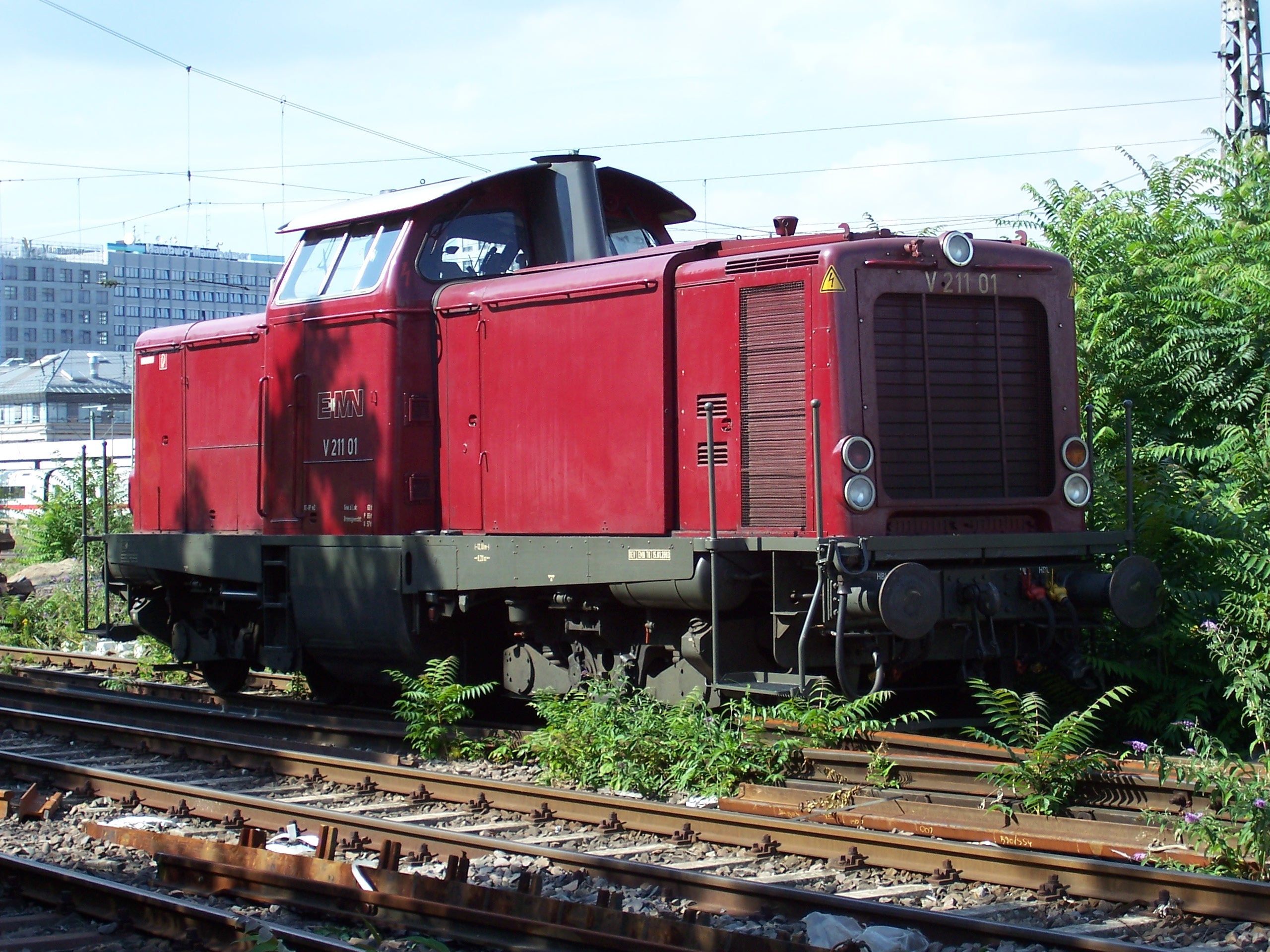
V100 1365.